# Фолк музика
Фолк музика (од енгл. folk music – „народна музика“) је жанр популарне музике који се на основу народне музике развио средином 20. века као резултат феномена народног оживљавања, када је народна музика почела да се шири међу масовном публиком. С тим у вези, понекад се назива и „обновљена народна музика“. Најактивнији развој жанра догодио се у САД и Великој Британији. Фолк музика такође укључује разне поджанрове, укључујући фолк рок и електрични фолк.‍:стр. 180–181; 111–112. Неке врсте фолк музике могу се назвати светском музиком. Традиционална фолк музика дефинисана је на неколико начина: као музика која се преноси усмено, музика са непознатим композиторима, музика која се свира на традиционалним инструментима, музика о културном или националном идентитету, музика која се мења између генерација (народни процес), музика повезана са народним фолклором или музика извођена по обичајима током дужег временског периода. То је у контрасту са комерцијалним и класичним стиловима. Термин је настао у 19. веку, али се фолк музика проширила даље од тога.
Концепт "фолк" се сматра условним и нејасним, може укључивати:
1. жанр који комбинује традиционалну народну музику са модерним аранжманима;
2. жанр који се формирао у САД крајем 1950-их, чија су карактеристична карактеристика романтичне слике далеке историјске прошлости Западне и Источне Европе;
3. аутентични музички фолклор је музичко и поетско стваралаштво народа, саставни део народног стваралаштва, које постоји, по правилу, у усменом облику, преноси се са генерације на генерацију.

„Речник модерног певача“ на енглеском језику (енгл. A Dictionary for the Modern Singer) појам „Фолк музика” сматра вишезначним појмом, који може значити:
Фолк музика
1. Локална народна музика, најчешће преношена усменим предањем. Многи жанрови такозване „светске музике“ (world music) су такође фолклорне природе, јер су аутохтони или ритуални. Тако се народна музика најчешће користи за описивање западњачке музике усмене традиције, иако западна музика свакако није једина врста народне музике. Многи композитори укључују народну музику својих земаља у своје музичке партитуре како би нагласили свој посебан национални укус. Ово је посебно уобичајено у жанровима ауторске песме и опере.

2. Жанр популарне музике, познат и као фолк рок, који је спој народне музике и рока. Примери фолк певача су Боб Дилан (р. 1941), Џоун Бајз (р. 1941), Џом Мичел (р. 1943) и Кет Стивенс (р. 1948).

Почев од средине 20. века, нови облик популарне народне музике еволуирао је из традиционалне фолк музике.‍:стр. 180–181; 111–112. Овај процес и период називају се (другим) фолк препородом и достигли су зенит током 1960-их. Овај облик музике понекад се назива савременом фолк музиком или музиком фолк оживљавања како би се разликовао од ранијих народних облика. Мања, слична оживљавања дешавала су се и другде у свету у неким другим временима, али термин фолк музика обично није примењиван на нову музику насталу током тих обнова. Ова врста фолк музике такође укључује фузионе жанрове као што су фолк рок, фолк метал и други. Иако је савремена фолк музика жанр који се генерално разликује од традиционалне фолк музике, у америчком енглеском језику она дели исто име и често дели исте извођаче и места одржавања као и традиционална фолк музика.‍:стр. 180–181; 111–112.

## Традиционална музика
Појмови фолк музика, фолк песма и фолк игра релативно су новији изрази. Они су проширење термина фолклор који је 1846. године осмислио енглески антиквар Вилијам Томс да би описао „традиције, обичаје и сујеверја неуких класа“. Термин даље потиче од немачког израза фолк, у смислу „народ у целини“, који су на популарну и националну музику применили Јохан Готфрид фон Хердер и немачки романтичари пре више од пола века. Иако се разуме да је фолк музика народна музика, посматрачи сматрају да је прецизнија дефиниција неухватљива. Неки се чак не слажу да би требало да се користити термин фолк музика. Фолк музика има тенденцију попримања одређених карактеристика, али је није могуће јасно диференцирати у чисто музичком смислу. Једно значење које се често користи је „старе песме, чији композитори нису познати“, друго је оно о музици која је подвргнута еволуционом „процесу усменог преноса .... обликовања и преобликовања музике учешћем заједнице која јој даје свој народни карактер“.
Такве дефиниције зависе од „(културних) процеса, а не од апстрактних музичких типова ...“, од „континуитета и усменог преношења ... виђених као карактеристика једне стране културне дихотомије, чија се друга страна налази не само у доњим слојевима феудалних, капиталистичких и неких оријенталних друштава, већ и у 'примитивним' друштвима и деловима 'популарних култура'". Једна од широко коришћених дефиниција је једноставно „Фолк музика је оно што народ пева“.
За Шолса, као и за Сесила Шарпа и Белу Бартока, постојао је осећај за музику руралног подручја као различите форме од оне у граду. Фолк музика је већ била, „... виђена као аутентични израз начина живота који је сада прошао или ће ускоро нестати (или у неким случајевима бити сачуван или некако оживљен)“, посебно у „заједници на коју није утицала уметничка музика“ и комерцијалне и штампане песме. Лојд је то одбацио у корист једноставног разликовања економске класе, али за њега је права фолк музика, према речима Чарлса Сигера, била „повезана са нижом класом“ у културно и социјално раслојеним друштвима. У том смислу, фолк музика се може посматрати као део „шеме која се састоји од четири музичка типа: 'примитивна' или 'племенска'; 'елитна' или 'уметничка'; 'фолк'; и 'популарна'.“
Музика у овом жанру често се назива и традиционалном музиком. Иако је тај термин обично само описан, у неким случајевима га људи користе као назив жанра. На пример, Греми награда је раније користила изразе „традиционална музика“ и „традиционални фолк“ за фолк музику која није савремена фолк музика. Фолк музика може укључивати већи део аутохтоне музике.

## Савремена фолк музика
Савремена фолк музика се односи на широк спектар жанрова који су се појавили средином 20. века и који су након тога били повезани са традиционалном народном музиком. Почев од средине 20. века, нови облик популарне народне музике еволуирао је из традиционалне народне музике. Овај процес и период се називају (другим) народним препородом и достигли су зенит током 1960-их. Најчешћи назив за овај нови облик музике је такође „фолк музика“, али се често назива и „савремена народна музика“ или „народна музика оживљавања“ да би се направила разлика. Транзиција је била донекле усредсређена на САД, а назива се и америчким препородом народне музике. Фузиони жанрови као што су фолк рок и други такође су еволуирали унутар овог феномена. Иако је савремена фолк музика жанр који се генерално разликује од традиционалне фолк музике, она на енглеском говорном подручју често има исти назив, извођаче и места као и традиционална фолк музика; чак и појединачне песме могу бити спој два жанра.